# 沙恩霍斯特级战列舰
沙恩霍斯特级（德語：Schlachtschiffe der Scharnhorst-Klasse）是德国在第二次世界大战前夕建造的一个战列舰船级。这是纳粹德国海军的首批主力舰，由沙恩霍斯特号和格奈森瑙号共同组成。沙恩霍斯特号率先下水，通常被视为首舰；但在另外一些资料中，它们也被称为格奈森瑙级，因为格奈森瑙号是第一艘动工和交付的。它们标志着《凡尔赛条约》签订后德国海军重整军备的开端。这些舰只在各自的三座三联装炮塔中装备有九门283毫米34式速射炮；用双联装炮塔搭配六门380毫米34式速射炮来替换这些火炮的计划则从未实现过。
两艘同级舰于1935年铺设龙骨，1936年底下水，1939年初投入德国舰队服役。沙恩霍斯特号和格奈森瑙号在二战初期共同作战，包括出击进入大西洋袭击英国商船。两舰也参加了德国入侵丹麦和挪威的威悉演习行动，期间它们曾于1940年6月8日与英国战列巡洋舰声望号交火，并击沉了航空母舰光荣号。在与光荣号的战斗过程中，沙恩霍斯特号取得了人类海军史上最远距离之一的舰炮命中。1942年初，两舰又在光天化日之下成功从被占领的法国沿英吉利海峡冲刺回德国。同年末，格奈森瑙号在盟军对基尔的空袭中严重受损。沙恩霍斯特号其后于1943年初在挪威与俾斯麦级提尔皮茨号会合，共同拦截盟军前往苏联的护航船队。但当它和几艘驱逐舰从挪威出发攻击一支护航船队时，德国人却遭英国海军巡逻队拦截。在由此引发北角海战中，英国战列舰约克公爵号率领的一支部队击沉了沙恩霍斯特号。与此同时，格奈森瑙号的维修工作已经开始，该舰正计划重新武装。随着沙恩霍斯特号被击沉，这艘姊妹舰的重建工程也被搁置。相反，它于1945年作为一艘堵塞船在戈滕哈芬遭击沉；其残骸则于1950年代被打捞上岸拆解报废。

## 分类
沙恩霍斯特级是第一批被纳粹德国海军正式归类为战列舰（Schlachtschiff）的德国舰艇。而此前的德国战列舰都是统称为风帆战列舰（Linienschiff）。它们的对手英国皇家海军则将其列入战列巡洋舰类别，但至战后又重新归类为战列舰。1940年出版的《简氏战舰年鉴》将沙恩霍斯特级和俾斯麦级均列为战列舰，而另一个对手美国海军则一直将其定级为战列舰。在汉语文献中，它们主要都被称作战列舰。

## 设计

### 发展历程
第一次世界大战结束时签订的《凡尔赛条约》规定，德国海军只能建造排水量不超过10,000長噸（11,000短噸）的军舰。在德国，关于其海军的定位和规模的争论一直持续到1920年代，当时法国和苏联海军造舰业的吨位增加促使德国人开始设计大型主力舰。首个方案于1928年拟定，要求以一战期间未及完工的约克代舰级为基础建造一款17,500長噸（19,600短噸）的战列巡洋舰，在四座双联装炮塔上配备八门305毫米炮。1933年，阿道夫·希特勒在德国掌权；他向海军司令部明确表示，自己无意建立一支大型舰队来挑战英国的海上霸权。他主要担心与法国发生局部战争的可能性，这需要德国保护海上通道。为此，希特勒授权建造多两艘D级装甲舰，作为三艘德国级舰只的补充。这些舰只的排水量为19,000吨，并拥有与装甲舰相同的武装和速度；增加的吨位将用于加强防护。希特勒希望遵循这一方针，如此他便不会被视为公然藐视《凡尔赛条约》。但他没有意识到，这种“永不沉没”的破交舰会比装备283（11.1英寸）炮的26,000吨级战列巡洋舰更严重地激怒英国——后者被认为不如当时在役的所有皇家海军战列舰和战列巡洋舰。

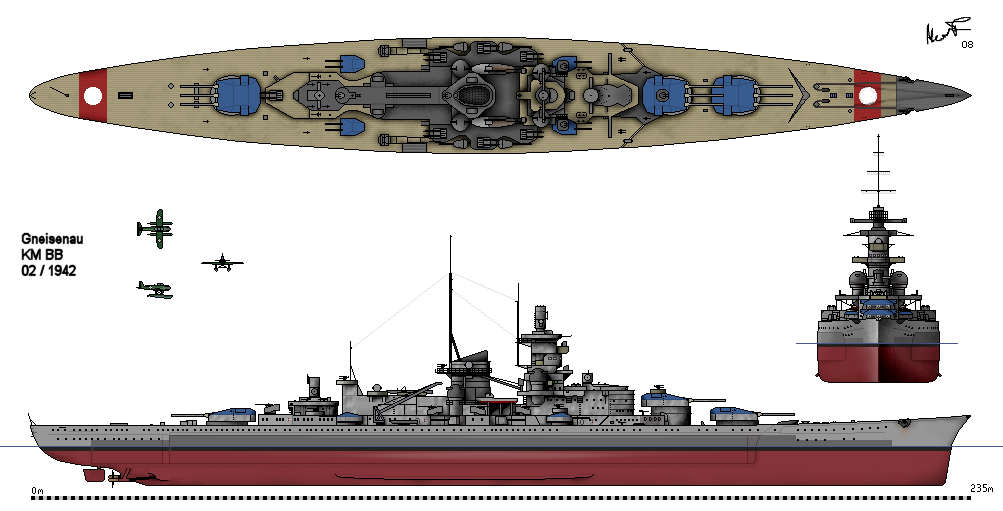
格奈森瑙号于1942年的布局样式图

为了对抗德国的装甲舰，法国于1930年代初建造了两艘小型的敦刻尔克级战列舰。这反过来又激励德国海军开始计划设计更强大的战列巡洋舰。自1933年以来，德国海军总司令埃里希·雷德尔一直主张提高装甲舰的防御性能，并通过增加第三座三联装炮塔来增加主炮的攻击力。这也是纳粹德国海军的观点，他们认为19,000吨的设计是不平衡的。希特勒同意增加装甲防护和内部细分，但拒绝批准增加武器装备。最终，直至1934年2月，希特勒才默许了增加第三座炮塔。这款新舰的排水量达到26,000長噸（29,000短噸），在三座三联装炮塔上共配备九门283毫米炮。为了确保建造新舰的政治自由，希特勒于1935年签订了《英德海军协定》，保证英国在主力舰方面拥有3:1的优势，更重要的是，由此得以取消了《凡尔赛条约》对德国海军的限制。
新的D级装甲舰的建造被取消，为沙恩霍斯特号和格奈森瑙号让路。计划中D级舰所使用的临时代号“阿尔萨斯代舰”和“黑森代舰”被重新分配给新舰，建造合同则被授予了威廉港战争海军船厂和基尔的德意志船厂。建造工程被推迟了14个月，部分原因是希特勒希望在开工前确保与英国签订条约，另一部分原因则是在订购舰只后又进行了大量的设计改动。
由于《英德海军协定》所允许的舰炮最大口径为406（16.0英寸），希特勒很快就重新调整了用于新舰的主炮，并下令将其装备为380（15英寸）的武器。283毫米的炮塔是现成的；380毫米的炮塔需要数年时间才能开发出来，希特勒急于尽快拥有主力舰以实现他的政治理想。他还被提醒，尽管有《英德海军协定》的允许，但英国人历来对德国主力舰上主炮口径的增加很敏感。因此，他默许了舰上装备283毫米的火炮，但预备尽早将火力升级至380毫米口径。380毫米炮塔最终被应用在俾斯麦级战列舰上。

### 整体特征

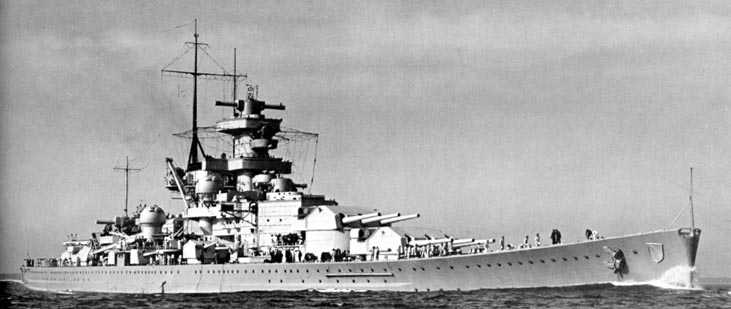
沙恩霍斯特号在改装为“大西洋式舰艏”之前的舰姿

沙恩霍斯特级舰只的舷宽均为30米，水线长度226米，惟全长稍有不同，其中沙恩霍斯特号有234.9米，而格奈森瑙号略短，为229.8米。它们的设计排水量为35,540吨，这将使舰只的吃水深度达到9.1米。在标准排水量为32,100長噸（32,600公噸）时，吃水会减少为8.3米；而在38,100長噸（38,700公噸）的满载状态下，吃水则增加至9.9米。两舰的舰体采用纵向钢框架构造，船体外板再焊接在钢框架之上。舰体共分成21个水密隔舱，并包含一个占舰只长度比重为79%的双层船底。
德国海军将沙恩霍斯特级视为拙劣的远洋船具；由于干舷较低，它们在全副装备时会发生舰艏过载且容易进水。1939年1月和8月，格奈森瑙号和沙恩霍斯特号先后用“大西洋式舰艏”（Atlantikbug，类似于飞剪式）代替了垂直样式，从一定程度上缓解了这个问题；但在巨浪下，安东炮塔的使用仍然受到限制。两舰的舰艉也容易被打湿，它们转向过弯的速度非常慢，在浅水区总是需要拖船的协助。当打满舵时，舰只的速度损失会超过50%，并有逾10°的倾侧。在试验期间，舰只在满舵时的倾侧甚至高达13°。
沙恩霍斯特级舰只的标准船员编制为50至60名军官和1,613至1,780名水兵，而在担任分舰队旗舰时，则可再增加10名军官和61名水兵。它们还配备有一些小型舰载艇，包括两艘哨艇、两艘机动艇、两艘驳船、两艘大舢板、两艘独桅纵帆船、两艘高低桅帆船和两艘小艇。

### 推进装置

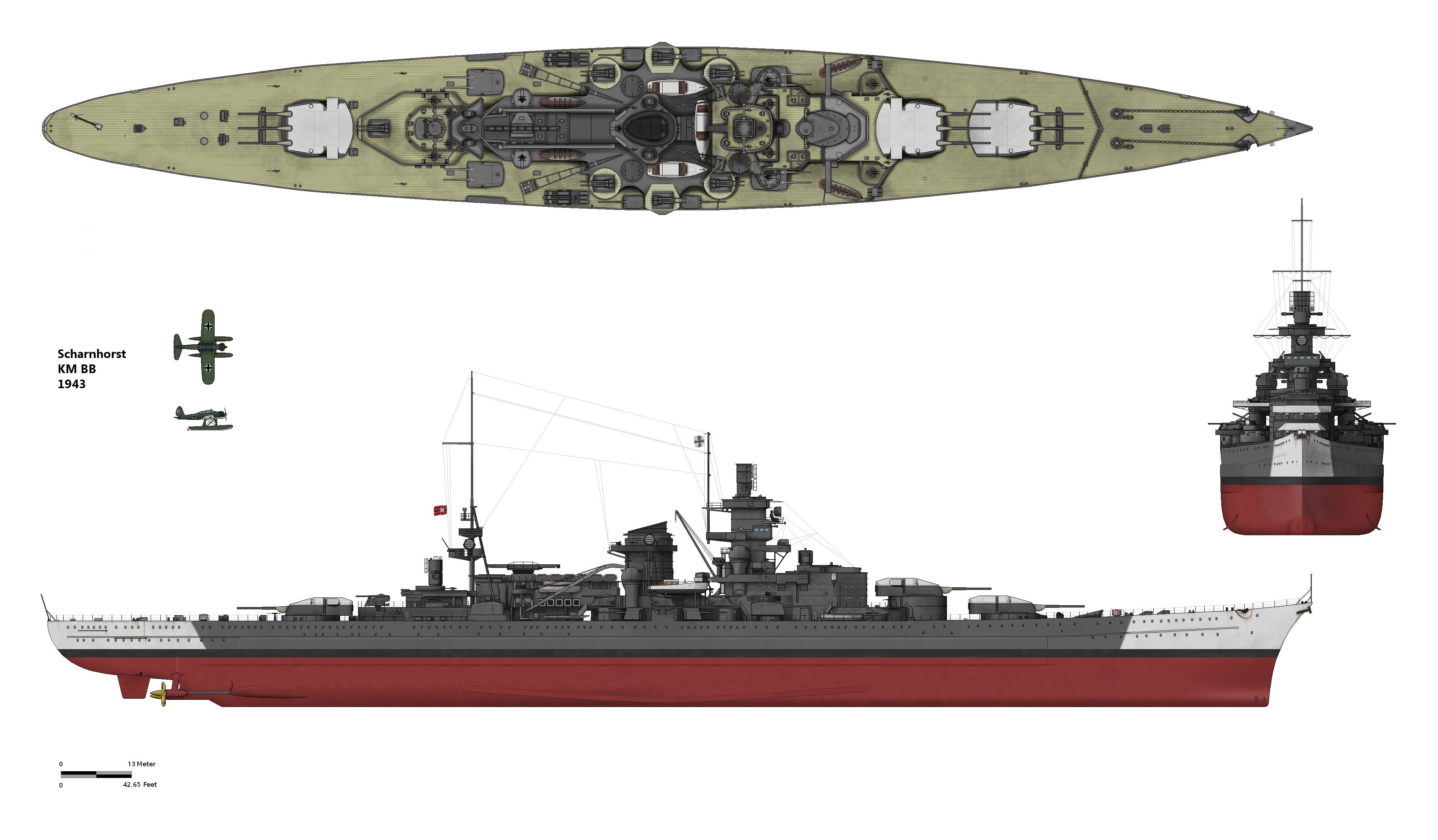
沙恩霍斯特号在1943年的布局

最初，沙恩霍斯特级舰只计划采取柴油推进方式，就如同三艘装甲舰那样。但它们最终决定使用过热蒸汽推进，因为所需航速要求的输出功率为装甲舰的三倍。对于三螺旋桨舰艇而言，这意味着每轴马力是装甲舰的两倍多；倘若是四桨舰，则需要每轴的功率超过40,000匹马力。这一要求超出了当时既有的柴油机技术，而设计出能够满足这一要求的发动机的时间仍不可预见。由于高压过热蒸汽已在实践过程中广获成功，它被视为大功率推进装置的最佳选择。
沙恩霍斯特号由三台布朗-博韦里齿轮传动蒸汽轮机提供动力，格奈森瑙号则搭载了三台日耳曼尼亚齿轮蒸汽轮机。涡轮机用于驱动三副直径为4.8米的三叶螺旋桨。蒸汽由十二台瓦格纳超高压燃油水管锅炉输送至涡轮机，可产生高达58標準大氣壓（5,877千帕斯卡）的压力和高达450 °C（842 °F）的温度。推进装置在265转/分钟时的额定功率为160,000匹公制馬力（157,811匹軸馬力；117,680千瓦特），并曾在试验中以280转/分钟的速度达到165,930匹公制馬力（163,660匹指示馬力；122,041千瓦特）。当倒车航行时，发动机的额定功率为57,000匹公制馬力（56,220匹指示馬力；41,923千瓦特）。舰只的设计航速为31節（57每小時）；在试验中，两艘舰都超过了设计值——沙恩霍斯特号达到31.5節（58.3每小時），格奈森瑙号则为31.3節（58.0每小時）。它们的燃油舱贮存量为2,800公吨；但若利用舰内额外的空间，包括装甲带至鱼雷艙壁之间的舰体空间，燃油容量将可增加至5,080公吨。在最大燃料负载下，这些舰只预期可以19節（35每小時）的巡航速度连续行驶8,100海里（15,000）；但实际上沙恩霍斯特号以19节的速度仅达到7,100海里（13,100），而格奈森瑙以同样速度只能达到6,200海里（11,500）。
舰上的电力由五套电气设备提供。每套设备由四台柴油发电机和八台涡轮发电机组成。四台柴油发电机被分成两组：两台各输出150千瓦，两台各输出300千瓦的功率。八台涡轮发电机的装机容量也是混合的；其中六台运行的功率为460千瓦，其余两台为230千瓦。它们在220伏电压下的总输出功率为4,120千瓦。

### 武器装备

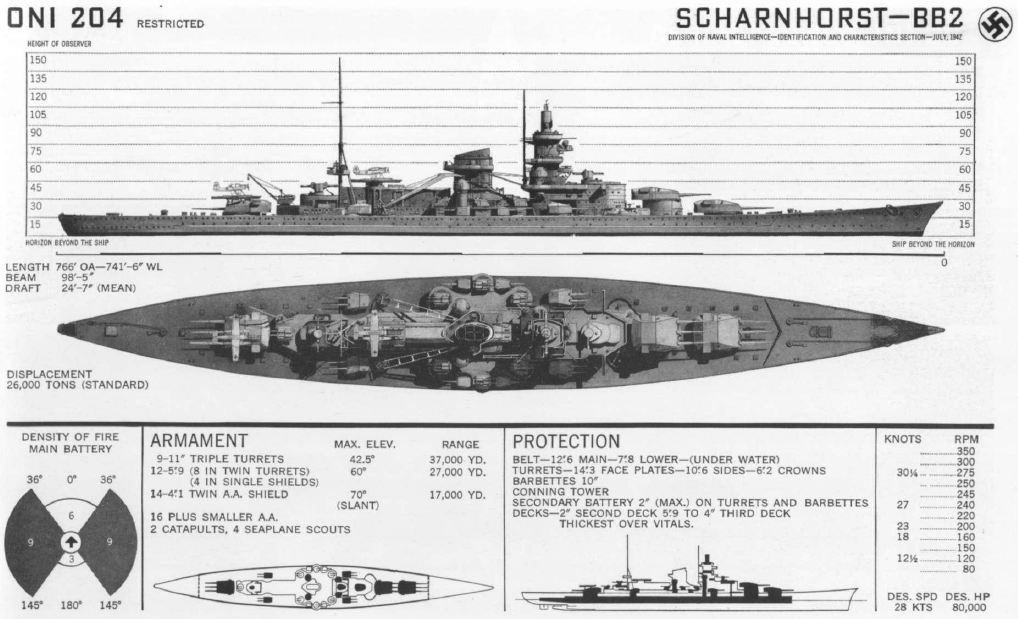
美国海军制作的沙恩霍斯特级图解

沙恩霍斯特级舰只的主炮由装备在三座三联装炮塔内的九门283毫米C/34式54.5倍径速射炮组成，其中的两座位于前部，一座位于后部。它们是早期安装在德国级装甲舰上的283毫米28式炮的改进版本。虽然283毫米炮的口径比其他海军的主炮更小，但由于其较高的射速，仍然受到德国海军许多枪炮官的青睐。这些火炮配备有三种不同类型的炮弹，一种是重330千克的4.4倍径穿甲弹，以及两种重315千克的高爆弹——分别为一款带有底部引信的4.4倍径版本和一款带有顶部引信的4.5倍径版本。全部三种炮弹都使用相同的推进剂装药：RPC/38式42.5千克前装药和RPC/38式76.5千克主装药。这些炮弹的射速为3.5发每分钟。穿甲弹的炮口初速为890米每秒；炮管预计可发射300枚弹药，那时将已磨损到足以需要更换的程度。沙恩霍斯特号和格奈森瑙号的主炮被架设在三座Drh LC/34式炮塔上。炮塔是从艏至艉按首字母顺序被分别称为“安东”（Anton）、“布鲁诺”（Bruno）和“采撒”（Cesare）。与大多数其他德国装置类似，这些炮塔具有电动旋转系统，但其余操作都是依靠液压系统。炮塔的旋转质量为750公吨（炮座内径为10.2米），转动速度为7.2度每秒。安东和采撒炮塔允许主炮压低至-8°俯角和提升至40°仰角；布鲁诺炮塔则可以压低至- 9°俯角。在最大仰角时，火炮能够命中40,930米外的目标。
两舰各搭载有十二门150毫米C/28式55倍径速射炮作为副炮。这些火炮安装在四座Drh LC/34式双联装炮塔和四座MPL/35式基座上。炮塔和基座均可使炮管压低至-10°俯角；炮塔还允许提升至40°仰角，而基座的上限则为35°。它们在发射45.3千克重的炮弹时的射速为6－8发每分钟。在炮管磨损到需要修理或更换之前，这些火炮预计能发射1,100枚弹药。基座上的火炮射程为22,000米，而炮塔上的火炮因高出5度的仰角，射程稍长，达到23,000米。它们共配备1,600至1,800枚炮弹，即每门133－150枚。
沙恩霍斯特号和格奈森瑙号的防空火力连包括十四门105毫米C/33式65倍径高射炮、十六门37毫米83倍径炮，以及十到二十门20毫米炮。105毫米炮的射速为15－18发每分钟，它们安装在七台Dop LC/31式双联装炮架上，其中六座位于舰舯，一座以背负式架设在采撒炮塔上，允许升降至-8°俯角和80°仰角。当用于攻击水面目标时，炮在45°仰角上的最大射程为17,700米。37毫米炮被安置在八台手动操作的Dop LC/30式双联装炮架上。在抬升至85°时，它们的有效射程为6,800米，惟曳光弹的极限为4,800米。这款火炮的射速为30发每分钟。
1942年后，从轻巡洋舰莱比锡号和纽伦堡号拆下的各六具533毫米甲板鱼雷发射管被重新安装至两艘沙恩霍斯特级舰上，并可存放18枚G7a型鱼雷。沙恩霍斯特号和格奈森瑙号都配备了两套西塔克特雷达。其中一套安装在位于舰桥顶部的前炮指挥仪上，另一套则被安置在后部主炮台的指挥仪上。西塔克特雷达的工作频率为368兆赫，初始功率为14千瓦。这些装置后来升级到100千瓦，在80厘米的波长（375兆赫）上运行。

### 装甲保护

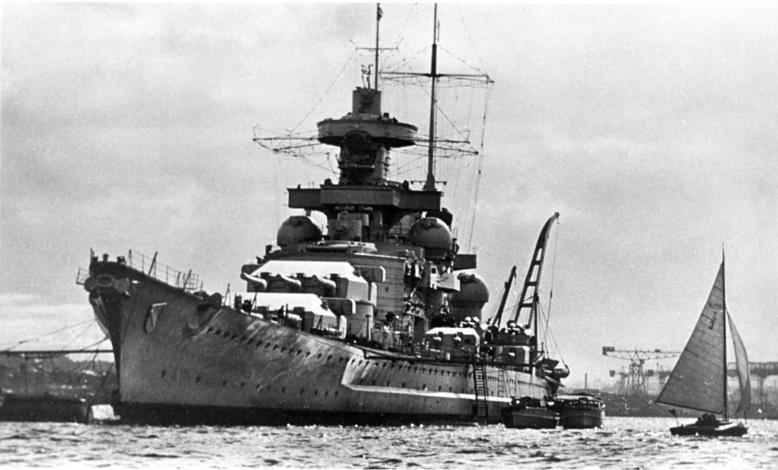
港湾内的沙恩霍斯特号；装甲厚度清晰可见

沙恩霍斯特号的舰舯部装甲布局

沙恩霍斯特级舰只装备了克虏伯装甲。上层装甲甲板厚50毫米，背靠主装甲甲板。该甲板在舰艉的厚度为20毫米，弹药舱和轮机舱所在的舰舯部厚度增加到50毫米，至舰艏则减少到20毫米。它由纵向两侧105毫米厚的斜面装甲作支撑。斜坡与主装甲带的下缘相连，这种布置也被称为“龟背甲板”。斜坡显著提高了舰只关键部位的装甲防护。两艘同级舰的要害区域都有良好的装甲，可以抵御当时战列舰发射的任何口径炮弹，因为炮弹必须穿透主装甲带和斜面甲板。但在极远的射程内，甲板装甲很容易被大口径炮弹击穿。所有这些部分都是由沃坦硬钢制成。主装甲带则由渗碳钢制成，它在舰舯部分关键区域的厚度高达350毫米，在安东炮塔前部弱化至150毫米，至舰艏处逐渐减少到零。后部炮塔向后的装甲带减少到200毫米厚，并最终在艉部逐渐细化到零。装甲带的中心部分由170毫米厚的护盾支撑。在超过11,000米的任何范围内，舰只的侧面保护系统都不会被2,240英磅（1,020）的16英寸（406）炮击穿。
前司令塔有350毫米厚的侧板和200毫米厚的顶板。后司令塔的装甲较弱，侧部和顶部的厚度分别只有100毫米和50毫米。主炮塔有360毫米厚的正面、200毫米厚的侧面和150毫米厚的顶面。承载主炮塔的炮座同样配备了重型装甲；其两侧的厚度为350毫米，在中心线逐渐减小到200毫米，并受到上方炮塔的保护。副炮的炮塔表面有140毫米厚，侧面为60毫米，顶面为50毫米厚。105毫米炮的炮架则安装了20毫米厚的炮挡。这些装甲全数采用渗碳钢制成。
水下防护系统设计能够承受250千克爆破弹头的直接命中；英国空投鱼雷的弹头较此要小，但他们的舰载鱼雷则威力更大。德国海军曾进行过数次全尺寸的水下爆炸试验，用的是从旧前無畏艦普鲁士号切割下来的装甲部分。试验表明，焊接钢结构比铆接钢板更能承受250千克弹头的冲击。鱼雷舱壁由沃坦软钢制成，以铆接的方式固定在装甲带后方；此举是因为钢板接头若焊接不正确将无法充分承受爆炸冲击。水下防护系统由多层组成：外层厚度在12至66毫米之间，位于主装甲带的正下方，用于引爆鱼雷弹头。外板之后有一个巨大的空隙，可以让爆炸产生的气体膨胀和消散。再往后是一个外墙有8毫米厚的燃料舱；它将能够吸收任何剩余的冲击力。舱体由纵向加强筋和横向舱壁作支撑。
水下侧防护装置则存在许多缺陷。它在舰舯部极其坚固，但在堡垒的两端却很弱。水下防护只能在这些区域抵御200千克的弹头。设计上的另一个显著弱点是鱼雷舱壁的布局。它以10°的角度与斜面甲板的下缘相连；由两个铆接的角杆将它固定在适当的位置。由于舰体的正常弯曲力，这些杆一直承受着很大的应力。当与鱼雷弹头的爆炸力相结合时，角杆可能会因无法承受增加的压力而失效。此外，30米的舷宽意味着主炮塔周围的防护必须减弱，因为弹匣和炮座占用了大量的舰体空间。

## 同级舰
| 舰名         | 出处                          | 造船厂               | 动工          | 下水          | 投运          | 结局                                                            |
| ------------ | ----------------------------- | -------------------- | ------------- | ------------- | ------------- | --------------------------------------------------------------- |
| 沙恩霍斯特号 | 格哈德·冯·沙恩霍斯特          | 威廉港战争海军造船厂 | 1935年6月15日 | 1936年10月3日 | 1939年1月7日  | 1943年12月26日在北角海战中遭击沉                                |
| 格奈森瑙号   | 奥古斯特·奈德哈特·冯·格奈森瑙 | 基尔德意志造船厂     | 1935年5月6日  | 1936年12月8日 | 1938年5月21日 | 1945年3月23日作为堵塞船在戈滕哈芬遭击沉；后于1951年打捞上岸拆解 |

## 服役历史

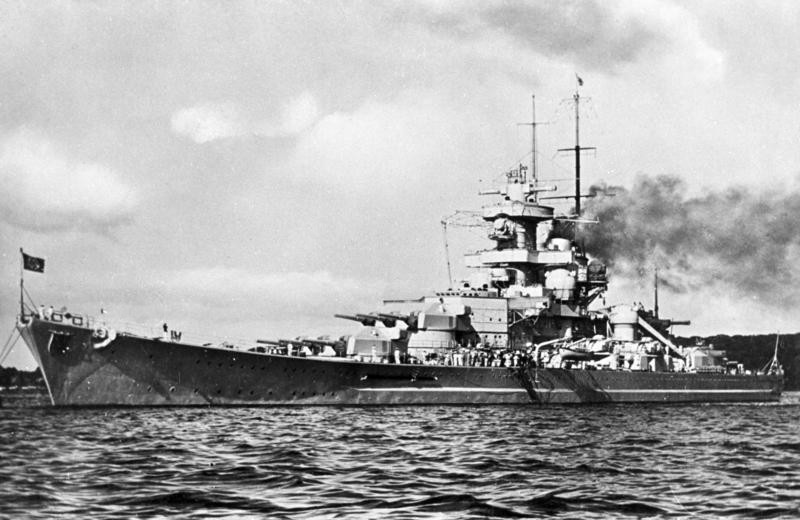
港湾内的格奈森瑙号

### 建造及早期活动
1935年5月3日，格奈森瑙号开始在基尔的德意志造船厂铺设龙骨。它于1936年12月8日下水，至1938年5月21日竣工。在下水过程中，其舰艉受到轻微损伤；由于减缓船台下滑的链条断裂，致使舰只漂离过远，并搁滩在对岸。投运后，格奈森瑙号于服役生涯的第一年主要在波罗的海进行海试和训练巡航。巡航凸显了舰艏和舰桥易进水的情况，遂于1939年1月完成“大西洋式舰艏”的改装。沙恩霍斯特号于1935年5月16日在威廉港的战争海军造船厂动工。它于1936年6月30日下水，至1939年1月7日交付。1939年中期，该舰在波罗的海进行了海试；与格奈森瑙号一样，由于干舷较低，必须安装大西洋式舰艏，并于1939年8月完工。在是次改装期间，在舰舯部还增加了一个供舰载机使用的大型机库。它于10月驶出旱坞。
1939年11月21日，沙恩霍斯特号、格奈森瑙号、轻巡洋舰科隆号和莱比锡号连同几艘驱逐舰在冰岛和法罗群岛之间进行了扫荡；行动中，德国舰群与英国武装商船巡洋舰拉瓦尔品第号相遇；沙恩霍斯特号击沉了对方，但在此过程中也受到拉瓦尔品第号一门6英寸（150）炮的命中。沙恩霍斯特号停下来救起幸存者，直到轻巡洋舰纽卡斯尔号的到来才促使德国军舰撤退。

### 威悉演习行动

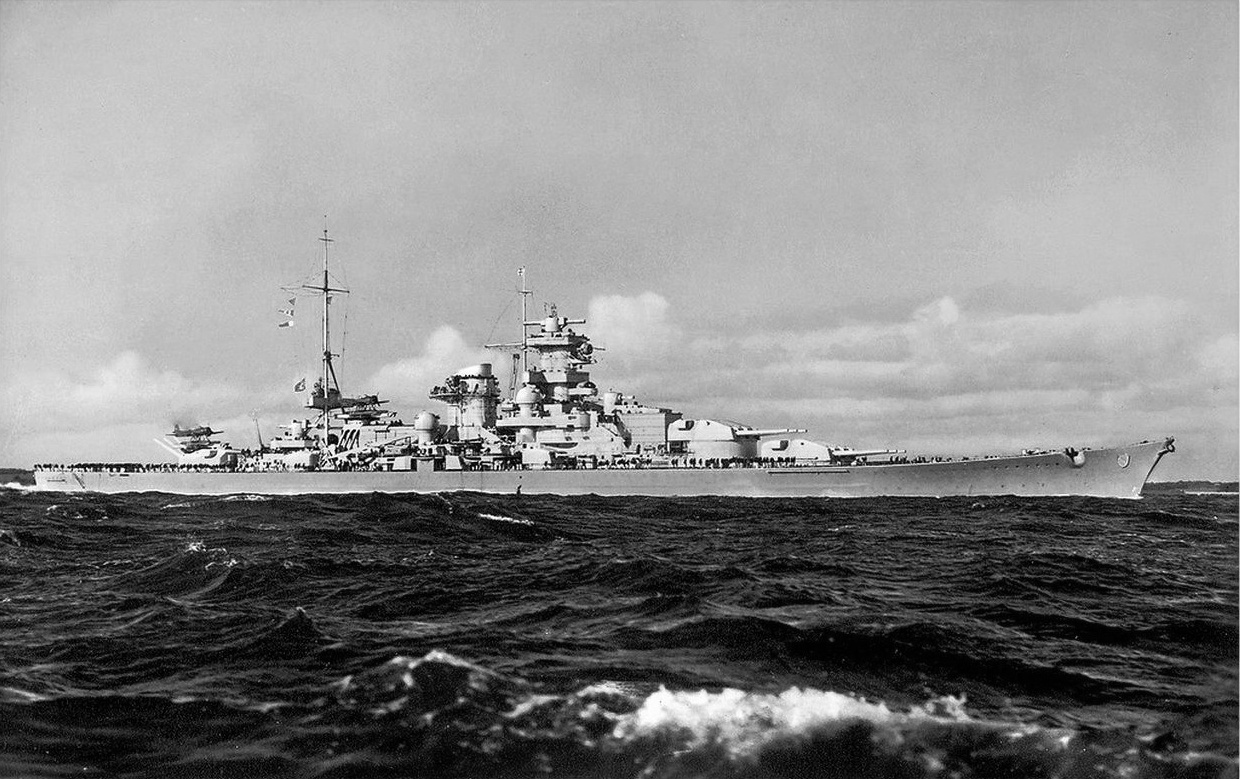
改装了“大西洋式舰艏”后的沙恩霍斯特号舰姿

1940年4月7日，沙恩霍斯特号和格奈森瑙号在威悉演习行动期间组成了德军入侵挪威纳尔维克和特隆赫姆的主力掩护部队。4月9日4:30，格奈森瑙号的西塔克特雷达捕捉到一个信号，遂开始在罗弗敦群岛附近采取行动；两艘舰都进入了战斗阵位。半小时后，瞭望员观察到炮口焰，确认为老式战列巡洋舰声望号，它是英国布雷行动的掩护之一。英国战列巡洋舰最初的目标是格奈森瑙号，射程为11,800米。在五分钟的时间里，格奈森瑙号两次命中声望号，但也遭到一次15英寸（380）和两次4.5英寸（110）炮的回击。其中一枚4.5英寸炮的命中导致格奈森瑙号的安东炮塔失效，另一枚15英寸炮则摧毁了主炮火控中心，并击倒了它的西塔克特雷达。沙恩霍斯特号的火炮雷达出现技术问题，导致其无法有效地与声望号交战。从05:18开始，英舰与沙恩霍斯特号进行了短暂的交战，但后者的有效机动使其得以毫发无损地规避。由于担心声望号的护航驱逐舰可能会发动鱼雷攻击，德军指挥官终止了交战。到7:15，德舰已经逃离了速度较慢的声望号。在撤离过程中，沙恩霍斯特号的安东炮塔因舰艏的巨浪而受损。两艘沙恩霍斯特级舰只在与重巡洋舰希佩尔将军号会合后返回威廉港。
沙恩霍斯特号、格奈森瑙号连同希佩尔将军号和四艘驱逐舰于6月4日再次启航。在北海的行动导致几艘英国运输船沉没后，希佩尔将军号和驱逐舰被派往被占领的挪威补充燃料。6月8日16:45，沙恩霍斯特号和格奈森瑙号在大约50,000米的范围内发现了由驱逐舰阿卡斯忒号和炽热号护航的英国航空母舰光荣号。驱逐舰释放烟幕试图隐藏航母，但德国人很快就拉近了距离。至17:26，距离已拉近一半，缩小到25,000米左右，两艘德舰相继开火。沙恩霍斯特号在大约24,200米的射程内击中了光荣号，这是人类舰炮史上最远距离的命中纪录之一。光荣号被至少三枚炮弹击中，顿时化作燃烧的残骸，至19:00倾覆并沉没。沙恩霍斯特号随即转向炽热号开火，格奈森瑙号则瞄准阿卡斯忒号；两艘战列舰都击沉了它们的目标。在沉没之前，阿卡斯忒号曾向沙恩霍斯特号发射四枚鱼雷；后者规避了其中的三枚，但第四枚命中右舷后部炮塔附近。交战期间，沙恩霍斯特号共发射了212枚主炮炮弹。鱼雷命中则对其造成重大损害；包括右舷轮机舱部分区域在内的几个水密隔舱被海水淹没，导致舰身有3°的倾侧，舰尾下沉了约3米。
尽管沙恩霍斯特号的航速被限制在20節（37每小時），两艘舰还成功是撤回至特隆赫姆，并于6月9日下午抵达。6月11日，英国皇家空军的十二架哈德逊式轰炸机试图轰炸沙恩霍斯特号，但都未能命中目标。6月13日，皇家海军的航空母舰皇家方舟号又发动了另一次空袭，这次是派出十五架贼鸥式战斗轰炸机。德国空军对这次袭击进行拦截，击落了其中的八架飞机，但仍有七架成功抵舰。只有一枚炸弹命中了目标，却没有爆炸。至6月20日，必要的修理工作已经完成，使该舰得以启程驶往基尔。随后英国人还进行了两次空袭，但沙恩霍斯特号及其护航舰艇的防空火力将他们都击退了。有关英国军舰在该地区出没的报告迫使该舰在斯塔万格躲避了两天，然后才继续前往基尔。全面的维修工作在接下来的六个月进行。

### 柏林行动
在海军上将京特·吕特晏斯的指挥下，两艘沙恩霍斯特级战列舰于1941年1月下旬闯入大西洋，袭击北美至英国之间的护航船队。2月8日，它们发现了HX-106号船队，但对方是由配备八门15英寸口径炮的拉米伊号战列舰负责护送。德舰因此中断了攻击。至2月22日遇到第二支船队时，沙恩霍斯特号击沉了油轮光泽号（Lustrous），而格奈森瑙号也击沉了四艘货船。3月8日，沙恩霍斯特号发现了另一支船队，但对方也有战列舰护航，即马来亚号。 一周后的3月15日，再有一支船队遭到拦截；其中沙恩霍斯特号击沉了两艘船，格奈森瑙号则缴获了三艘并击沉一艘。战斗结束后，沙恩霍斯特号和格奈森瑙号前往被占领的法国布雷斯特，至3月22日抵达。沙恩霍斯特号的锅炉过热器管多次出现问题，这需要使用法国海军船厂的维修设施。

### 空袭受损
布雷斯特完全处于英国空袭的航程之内，后者遂自3月30日开始实施了一系列突袭。4月6日，四架博福特式鱼雷轰炸机袭击了正从旱坞转移到浮标处的格奈森瑙号。其中一架飞机取得命中，对该舰造成了重大损害。有大约3,050吨海水灌入格奈森瑙号，导致其舰身倾侧了2°，并在水中沉降得更低。爆炸的冲击波也造成了严重的内部损伤；燃料箱破裂，电气系统受损。一艘打捞拖船将它拖到岸边协助防洪管制。格奈森瑙号被送入旱坞进行维修，但由于英国的进一步空袭而延长了维修时间。4月9－10日夜间，英国的高空轰炸机再次袭击了格奈森瑙号和沙恩霍斯特号。后者毫发无损，但前者被命中四次，共造成72人阵亡、90人负伤。
沙恩霍斯特号于7月完成了发动机维修和有缺陷的过热器的重新安装，并在试机结束后于7月23日被分散到拉帕利斯，以避免重型部队集中在布雷斯特。7月24日，驻泊在拉帕利斯的沙恩霍斯特号遭到来自两个飞行中队的十五架哈利法克斯轰炸机袭击；计有五枚炸弹——两枚500英磅（227）的高爆弹和三枚1,000英磅（454）的半穿甲弹击中了目标。两枚454千克重的炸弹穿透了两层装甲甲板，一直穿过双层船底，然后落在海底；它们没有爆炸。第三枚也未能引爆。其中一枚227千克重的炸弹穿透了后炮塔前方的上甲板，并在主装甲甲板上爆炸。最后一枚炸弹落在右舷，也在主装甲甲板上引爆。舰只在涌入1,540至3,100吨海水后，倾侧达到8°；通过反向灌水，倾斜度减少为2°。伤亡数字则为2人罹难、15人负伤。翌日，沙恩霍斯特号抵达布雷斯特进行维修，并持续了四个月之久。

### 地狱犬行动

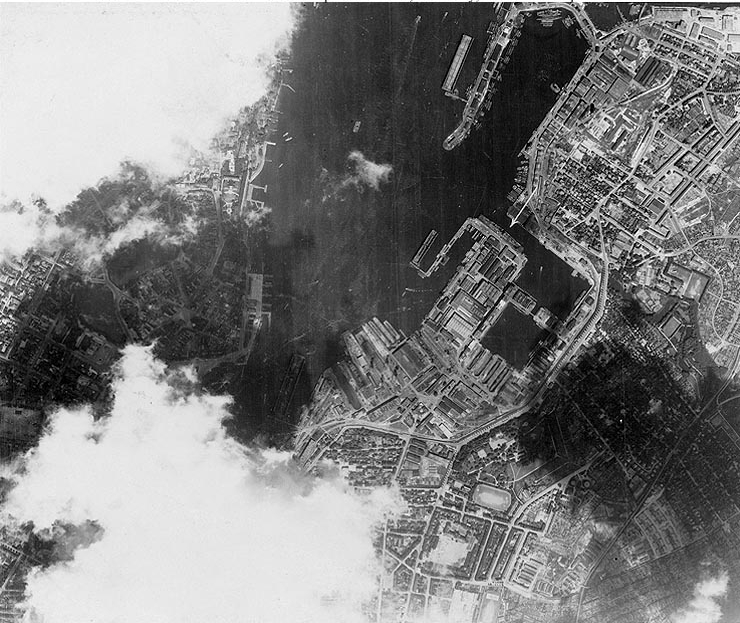
空中侦察照片拍摄到“海峡冲刺”后停泊在基尔的沙恩霍斯特号

1942年初，沙恩霍斯特号、格奈森瑙号和重巡洋舰欧根亲王号的船员们开始为地狱犬行动做准备，这是一项要求在白天向英吉利海峡冲刺的行动。这些舰只将被重新部署到挪威，协助扰乱前往苏联的护航船队，以及保卫被占领的挪威。由于空袭造成进一步被破坏的风险，以及俾斯麦号和大部分补给舰的损失，迫使海军人员改变了使用这些舰只执行大西洋任务的想法。如果它们无法撤离，希特勒就会命令它们在布雷斯特退役。
这些舰只于2月11日晚些时候离开布雷斯特，于行动的大部分时间里都未被察觉。在多佛尔以东，六架剑鱼式鱼雷轰炸机曾对它们发动袭击，但无功而返。15:31，沙恩霍斯特号引爆了一枚磁性水雷，损坏了舰上的断路器，导致整个电力系统关闭。该舰一度无法动弹，直至15:49和16:01之间，全部三台涡轮机重新启动，使航速得以恢复到27節（50每小時）。随后又发生了一系列空袭；但通过规避机动、防空火力和德国空军战斗机的协同努力，对方均都被击退。到2月13日中午，沙恩霍斯特号已经抵达威廉港。两天后，它被转移到基尔接受大修，一直持续到1942年7月。
格奈森瑙号和欧根亲王号继续前往挪威，惟沙恩霍斯特号无法移动。14:45，前两者遭到五架旋风战斗轰炸机的攻击，由德国战斗机将其击退。在接下来的两个小时里，英军又发动了数次空袭，但都没有成功。16:17，五艘英国驱逐舰试图向德舰发射鱼雷，但格奈森瑙号和欧根亲王号通过密集的火力击伤了其中一艘，迫使其余驱逐舰掉头离开。在泰尔斯海灵岛附近，格奈森瑙号撞上并引爆了一枚水雷，对舰体造成轻微损伤，爆炸冲击波则损坏了三台涡轮机中的一台。其舰长下令停舰并进行临时维修，整个过程持续了约30分钟。至2月13日凌晨3:50，该舰抵达黑尔戈兰岛。

### 沙恩霍斯特号的挪威部署
1943年1月，纳粹德国海军决定将沙恩霍斯特号连同欧根亲王号和几艘驱逐舰一起部署到挪威。1月7日和23日的航行计划因海军收到英国空军基地活动频繁的报告而流产。2月10日，第三次尝试又因沙恩霍斯特号在试图规避一艘U艇时搁浅而终止。维修工作一直持续到2月26日。3月8日，沙恩霍斯特号和四艘驱逐舰终于得以从戈滕哈芬出发，至3月14日抵达纳尔维克附近。在此后长达六个月的时间里，燃料短缺限制了沙恩霍斯特号和其它驻挪威军舰的所有大规模行动，其中包括战列舰提尔皮茨号和重巡洋舰吕措号。1943年11月25日，沙恩霍斯特号进行了两小时的全功率试验，航速达到29.6節（54.8每小時）；值得注意的是，它的吃水深度比1940年的试航时增加了逾0.5米，当时其航速可达到31.14節（57.67每小時）。

#### 北角海战
1943年12月20日，沙恩霍斯特号奉命出击拦截下一支前往苏联的JW-55B号护航船队。该舰只能与五艘驱逐舰共同作战；因提尔皮茨号在9月的一次英国突袭中受损，吕措号则正在接受定期维修。12月25日，当确定了船队的位置后，沙恩霍斯特号于19:00在海军少将埃里希·拜的指挥下离开港口。英国舰队有一个显著的优势：他们能够破译德国海军的密码，并且知道拜的意图。巡洋舰谢菲尔德号、贝尔法斯特号和诺福克号被派往阻挡沙恩霍斯特号。指挥约克公爵号战列舰的英国海军上将布鲁斯·弗雷泽身处大约270英里外，并在沙恩霍斯特号与三艘巡洋舰交战后正赶往堵截德国人。贝尔法斯特号于26日早上8:40从雷达上发现了沙恩霍斯特号；40分钟后，谢菲尔德号舰上的瞭望员也在11,000米的范围内看见该舰。此后不久，贝尔法斯特号发射星光弹照亮目标，诺福克号则以8英寸（203）炮开火；在20分钟内，它两度命中沙恩霍斯特号，其中第二次摧毁了后者的前部西塔克特雷达。

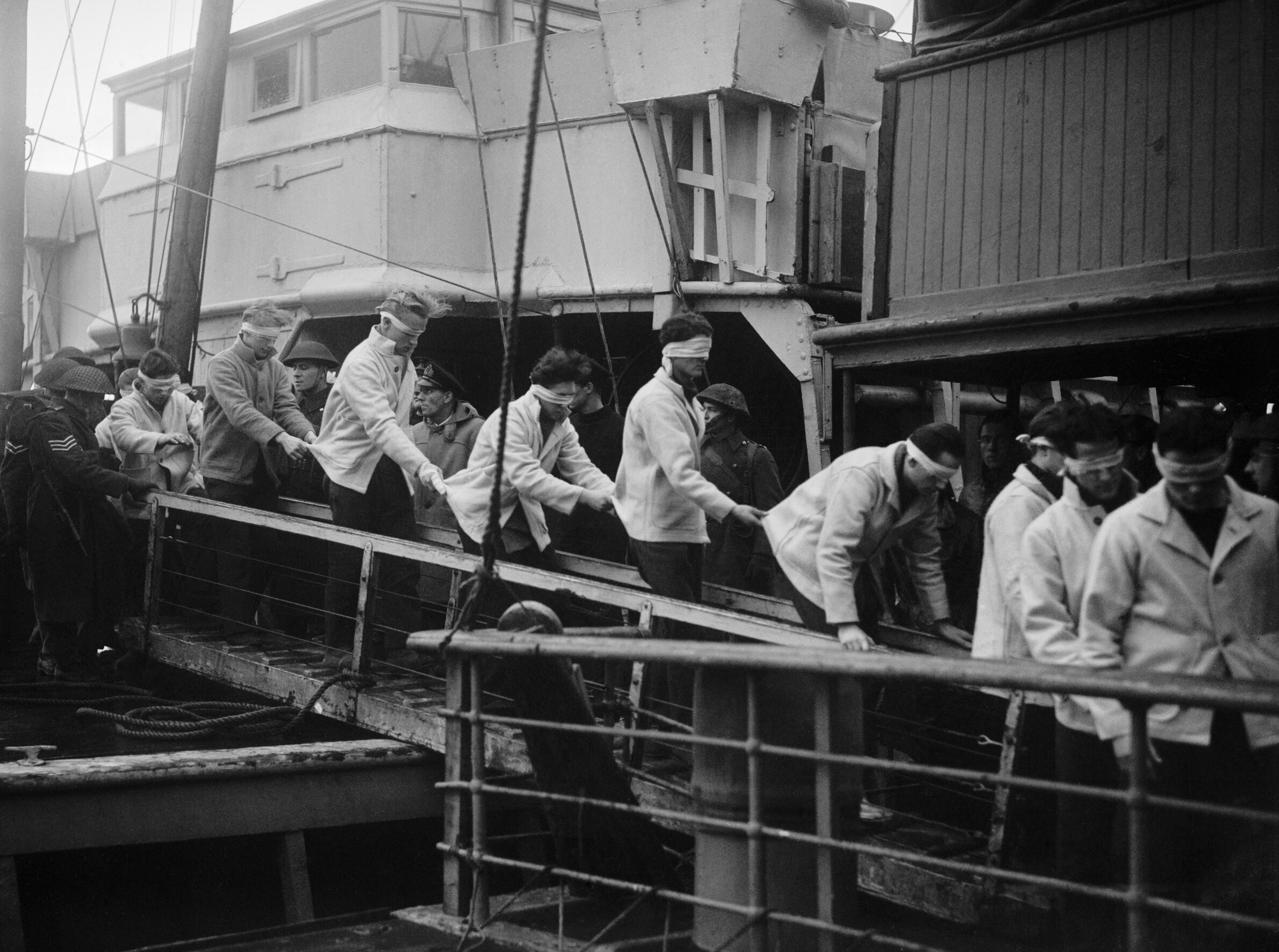
沙恩霍斯特号的幸存者在斯卡帕湾上岸

到了10:00，沙恩霍斯特号利用其4至6節（7.4至11.1每小時）的航速优势，摆脱了交战并继续搜寻护航船队。12:00，贝尔法斯特号再次追上沙恩霍斯特号，并于20分钟后重新进入射程。这一次，德国人的的炮术更佳；诺福克号于12:23被283毫米炮击中两次。其中一发使其一座炮塔失效，第二发则在舰体上凿出一个孔洞，并击毁了雷达。近距脱靶的炮弹碎片如雨点般洒落在谢菲尔德号舰上。12:41，沙恩霍斯特号再次提速，中断了交战。英国人持续盯梢，并将位置报告发送给约克公爵号舰上的弗雷泽将军。至13:15，拜将军决定停止搜索并返回港口。然而就在17:00前不久，英国军舰第三度逼近：贝尔法斯特号再次用星光弹弹照亮沙恩霍斯特号，而约克公爵号得以利用主炮发动齐射。后者的一发命中摧毁了沙恩霍斯特号的安东炮塔，另一枚炮弹则于18:00击穿装甲带的上部并对轮机舱造成了严重破坏。这次中弹暂时使该舰的速度降至8節（15每小時），但通过临时维修后很快又提速至22節（41每小時）。
沙恩霍斯特号主炮的炮弹击中了约克公爵号的桅杆，使其水面雷达失灵。缺乏雷达迫使约克公爵号于18:24停火，在此之前，它已经命中了德舰至少13次。在此过程中，约克公爵号的攻击摧毁了沙恩霍斯特号的大部分武器。弗雷泽将军命令他麾下的驱逐舰接近该舰并发射鱼雷。沙恩霍斯特号至少四次被蝎子号和斯图尔号发射的鱼雷击中。撞击造成了大面积的进水，并使舰只的速度降至12節（22每小時）。约克公爵号随后接近至9,100米范围内，继续不懈猛击该舰。当时，沙恩霍斯特号舰上仅余采撒炮塔还能使用；幸存的炮手只能将弹药从失效的安东和布鲁诺炮塔转移到采撒炮塔。随着更多的海水灌入舰内，它的速度进一步下降到5節（9.3每小時）。19:25，轻巡洋舰牙买加号发射了三枚鱼雷，随后贝尔法斯特号又发射了六枚。几艘驱逐舰也相继靠近并发射鱼雷，但在硝烟和雾霾中，无法确定有多少枚击中了这艘破损的舰只。沙恩霍斯特号已严重倾斜，水位极低。至19:45，该舰向右舷倾覆沉入水中，螺旋桨仍在转动。其沉没地点大致位于72°16′0″N 28°41′0″E / 72.26667°N 28.68333°E处。全舰1,968名官兵中，仅36人幸存。海军少将埃里希·拜则连同他的舰只一起消失。

### 格奈森瑙号的改造

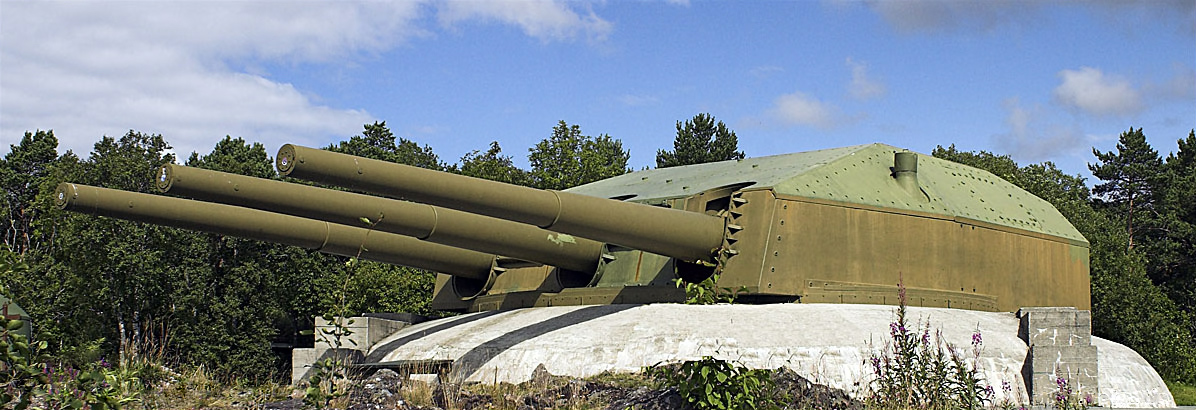
格奈森瑙号的采撒炮塔在挪威

格奈森瑙号同样计划被部署到挪威，但在1942年2月26－27日夜间的一次轰炸袭击中遭到严重破坏。一枚1,000英磅重的炸弹击穿了前炮塔前方的装甲甲板；炮弹碎片继而引爆弹药舱，对舰艏造成巨大的破坏，并焚毁了安东炮塔，造成112人死亡、21人受伤。据估计，该舰需要两年时间才能准备好重新投运。由于时间如此之长，当局遂决定在修复工作期间对它进行改造，安装更高效的六门380毫米34式速射炮来替代其283毫米炮。为了实现这一目标，舰体需要延长10米以提供更大的浮力，并且必须对电气系统进行大修。布鲁诺和采撒炮塔将被拆除并转移到挪威充当岸防炮。
4月4日，格奈森瑙号与破冰船卡斯托耳号（Castor）和旧前无畏舰西里西亚号一同离开基尔前往戈滕哈芬。改装工程在舰只抵达后便开始进行：损毁的舰艏被拆除，布鲁诺和采撒炮塔也被拆除并解体以便运输。克虏伯将建造新的380毫米炮塔，这需要加强炮座结构来支撑其重量。到1943年初，维修工作基本完成，舰只准备接收改良的舰艏和380毫米炮塔，但这并没有实现。1942年12月31日，由于水面部队未能在北极拦截并摧毁一支护航船队，促使希特勒下令解散所有主要的水面部队。格奈森瑙号的修复工作就此停止，原本用于修复的材料被转用于其他项目。
该舰随后解除了武装，几乎被遗弃在港湾。它的150毫米炮作为岸基炮台部署在丹麦。当苏联军队于1945年初逼近戈滕哈芬时，格奈森瑙号被德国人拖到外港，并于1945年3月23日作为堵塞船被击沉。1951年9月12日，一家波兰公司打捞出该舰的残骸，随后将其拆解报废。格奈森瑙号的采撒炮塔仍保存在挪威特隆赫姆的奥斯特拉特要塞；挪威政府曾提议将炮塔归还德国并在博物馆展出，但未能实现。部署至丹麦的150毫米炮被丹麦军方接管；其中的两座炮塔于1952年被转移到斯泰温斯要塞。这些炮于1984年投入预备役，但在年度训练期间仍可继续发射。它们于2000年完成最后一射，之后要塞变成了博物馆。